# لا كومبري (إسبانيا)
بلدية لا كومبري (بالإسبانية: La Cumbre)‏، هي بلدية تقع في مقاطعة قصرش والتي تقع في منطقة إكستريمادورا، غرب إسبانيا.
يبلغ عدد سكانها 1.121 نسمة وفقاً لإحصائية سنة (2002).